# Pfarrkirche Ort im Innkreis

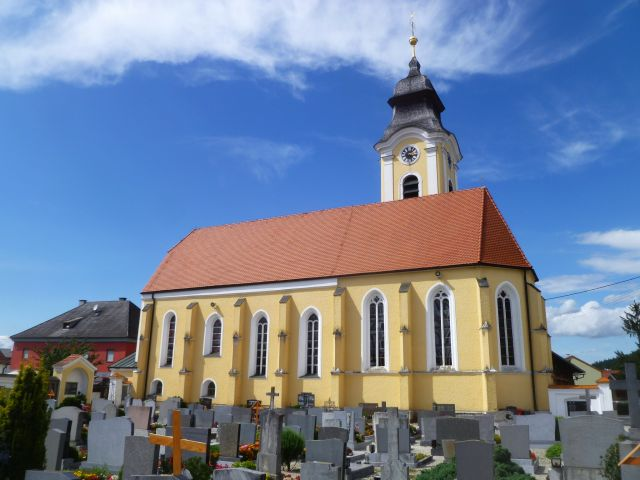
Kath. Pfarrkirche hl. Andreas in Ort im Innkreis

Die Pfarrkirche Ort im Innkreis steht in der Gemeinde Ort im Innkreis in Oberösterreich. Die römisch-katholische Pfarrkirche hl. Andreas – dem Stift Reichersberg inkorporiert – gehört zum Dekanat Altheim in der Diözese Linz. Die Kirche und der Friedhof mit der Friedhofsmauer stehen unter Denkmalschutz.

## Geschichte
Eine Kirche wurde 1180 urkundlich genannt. Das spätgotische Kirchenbauwerk entstand gegen Ende des 15. Jahrhunderts und wurde 1818/1819 erweitert. Restaurierungen erfolgten in den Jahren 1951, 1968, 1974, 1984 und 1989.

## Architektur

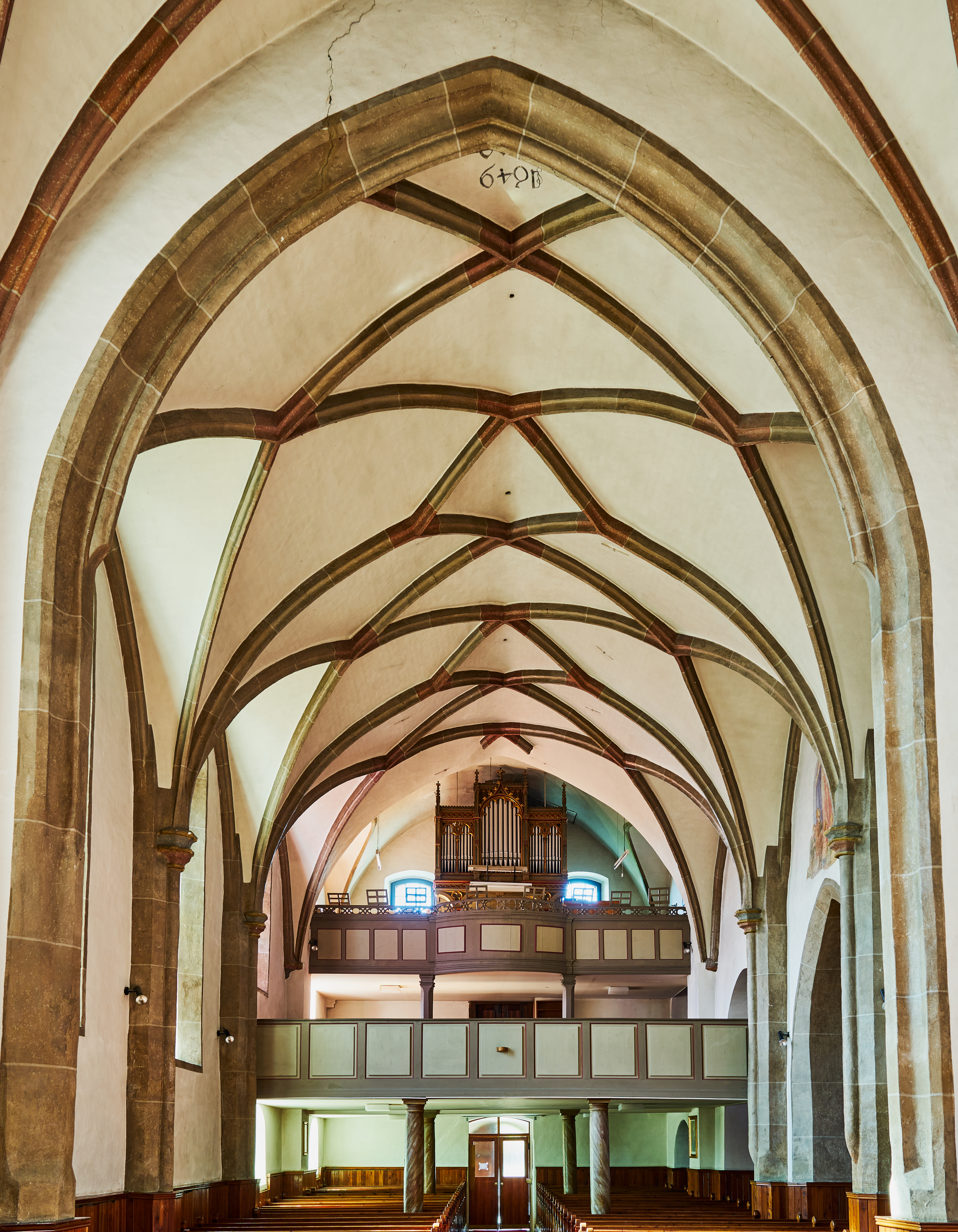
Langhaus, gotisches Netzrippengewölbe

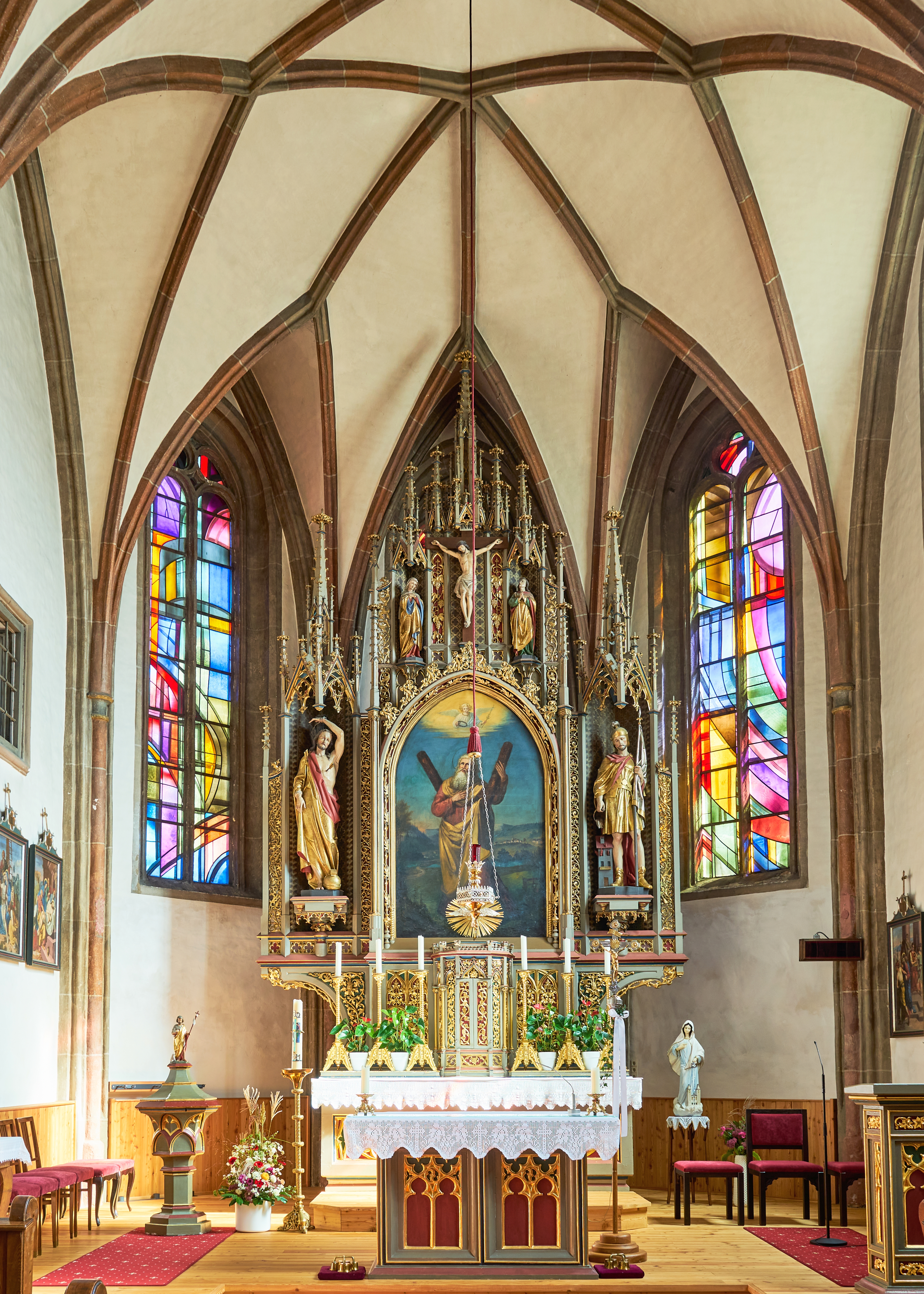
Hochaltar, gotische Maßwerkfenster

Das einschiffige vierjochige Langhaus zeigt in den drei östlichen Jochen ein gotisches Netzrippengewölbe und im westlichen Joch der Erweiterung ein Stichkappengewölbe. Der gleich breite zweijochige Chor mit einem Dreiachtelschluss hat ein Netzrippengewölbe. Langhaus und Chor haben halbrunde Dienste. Nördlich des Langhauses ist ein neuer Kapellenanbau angefügt. Der Chor und die südliche Langhausseite zeigen abgetreppte Strebepfeiler. Der Chor wird durch gotische Maßwerkfenster erhellt. Der Turm im nördlichen Chorwinkel wurde mit einem barocken Helm bekrönt und 1813 in die heutige Form gebracht. Die Empore befindet sich über der Sakristei mit einer Flachdecke mit Stuck aus der Mitte des 17. Jahrhunderts.

## Ausstattung
Die Einrichtung ist neugotisch. Der Hochaltar wurde von Johann Kienberger aus Lambrechten geschaffen und 1874 geweiht. Der Marienaltar im Seitenschiff wurde 1876/77 geweiht. Die Orgel mit neugotischem Prospekt wurde von Leopold Breinbauer im Jahr 1905 geschaffen und enthält 13 Register. Das Vortragekreuz ist aus der Mitte des 18. Jahrhunderts. Eine beachtenswerte Grabplatte für Hans von Messenbach aus dem Jahr 1454 mit lebensgroßer figuraler Darstellung des Verstorbenen in Rüstung befindet sich in der Nordkapelle. Eine Sterbeglocke wurde 1896 von Peter Hilzer aus Wiener Neustadt gegossen.